# Bánk bán
Bánk Bán és una òpera en tres actes de Ferenc Erkel, amb llibret de Béni Egressy, basat en una tragèdia de József Katona. S'estrenà al Teatre Nacional de Pest el 9 de març de 1861. No s'ha estrenat a Catalunya.
Erkel, igual que Smetana en l'àmbit txec, va ser pioner en la creació d'un estil musical que lligués les aspiracions nacionals amb les de la música culta, tot fent ús de ritmes i formalismes locals dins l'estil internacional de l'òpera, i va crear una obra que beu de la grand opéra francesa (arguments basats en la història, en aquest cas l'hongaresa) i del compositor italià més importantd'aquell moment, Giuseppe Verdi.